# Pibor Airport
Pibor Airport är en flygplats i Sydsudan. Den ligger i den östra delen av landet, 270 kilometer nordost om huvudstaden Juba. Pibor Airport ligger 419 meter över havet.
Terrängen runt Pibor Airport är mycket platt. Runt Pibor Airport är det mycket glesbefolkat, med 4 invånare per kvadratkilometer.. Närmaste större samhälle är Pibor, 0,52 kilometer norr om Pibor Airport.
Omgivningarna runt Pibor Airport är huvudsakligen savann.